# 夜下降生
《夜下降生》是一款由Ecole Software和法式麵包(French-Bread)共同開發的2D格鬥遊戲。初版UNI只有在街機上發行；隨後的Exe:Late版本最初是PlayStation 3獨佔，後來在2016年在Steam上發行；新版Exe:Late[st]和Exe:Late[cl-r]分別也在PlayStation 3、PlayStation 4、PlayStation Vita和Steam上發行。
其中有些角色有到《蒼翼默示錄：交叉組隊戰》作爲客串角色參戰。

## 遊戲系統
夜下降生系列的玩法跟許多2D格鬥游戲相似，例如聖騎士之戰，蒼翼默示錄和逝血之戰等等。游戲使用3個攻擊按鈕(A, B, C)以及一個使用"GRD"氣槽的按鈕(D)。拳脚配合技能和超必殺技來形成連段。GRD氣槽能在對戰中攻擊或者防禦來增加，GRD可以用來使用護盾，一種强化防禦技術。在收集到一定的氣後，就可以使用Chain Shift。Chain Shift可以透過取消技能來激活，激活後角色就會返回到正常狀態和持續的加氣。不過，錯誤的使用護盾會導致GRD Break狀態，GRD Break會讓玩家無法使用有關GRD的技能。除了GRD氣槽外，還有一個必殺技氣槽。必殺技氣槽總共為200%，使用一次EX技能需要100%氣，而使用超必殺技EXS需要使用200%氣。當多於100%的話，也可以使用Veil Off，相當於一般格鬥游戲的爆氣。如果角色的血量低於30%的話，使用200%氣或者在Veil Off狀態中，可以使出終極必殺技Infinite EXS向對手做成巨大的傷害。在Exe:Late[st]版本後，可以在連段中取消Veil Off，讓對手彈在空中繼續連段。

## 故事
圍繞著「虛無之夜」這一奇特現象，聚集起來的能力者——偽誕者(IN-BIRTH)之間展開戰鬥。自古以來守護著「虛無之夜」秩序的守門人「夜刀」。持續著無盡之旅的夜刀公主凜音偶然來到了這個街道。與手中握有一直所尋求的命運之劍的少年灰都邂逅了。吞噬顯現的怪物「虛無（Void）」與行使能力的「偽誕者（In-birth）」。在調查原本稀有的存在突然急劇增加的理由之時。以極強的力量著稱的新興力量「忘卻的螺旋（Amnesia）」的崛起。察覺到了「眩目黑暗（Paradox）」的希爾妲的邪惡企圖。決不能對其放任不管——凜音決定去討伐「眩目黑暗」而消失了。灰都擔心著凜音而追隨而上。就這樣在「虛無之夜」下，圍繞著眾多偽誕者（In-birth）之間的故事拉開了帷幕。

## 登場角色

### Under Night In-Birth
- 城戶灰都（Hyde，配音員：木村良平）

一名高中生，也是被虛空襲擊下的倖存者之一。他揮舞著傳說中的暗紅色魔劍 - Insulator。
- 凜音（Linne，配音員：佐倉綾音）

暗夜之刃的遠古仙姬，現時「虛無之夜」組織的領導人。她與她的孿生兄弟、前絕緣體的持有者久遠一起被詛咒為Re-Birth。他們在宿主的身體中投胎。她現在的身體是個小學生。希爾妲稱她爲“公主”。
- 瓦倫斯坦（Waldstein，配音員：石井康嗣）

一個擁有巨大身體，頭腦聰明的半「虛空」和凜音的守護者。在他還是人類的時候，他是反虛空組織光輪的前成員，直到在久遠救他後，免於完全成為虛空之後，他在兩個組織之間的戰爭中叛逃到「夜刀」。
- 卡門（Carmine Prime，配音員：近藤隆）

一個有著暴力傾向的年輕罪犯。他在戰鬥中使用鮮血作爲武器。
- 奧莉葉·巴拉迪亞（Orie Ballardiae，配音員：早見沙織）

反虛空組織光輪中其中一個隊伍的隊長。十年前，她的父母被一個會説人話的虛空殺死。她以轉學生原田織江的身份被秘密送到環界市。
- 戈魯多（Gordeau the Harvester，配音員：鳥海浩輔）

一名受僱的僱傭兵,「忘卻的螺旋」的聯合創始人之一。「忘卻的螺旋」是一個尋求主宰「虛無之夜」的組織。他放棄了他的全職會員資格，因為組織的創始人羅傑死亡。
- 梅爾卡瓦（Merkava，配音員：木內秀信）

一個失憶的虛空，也是那個殺掉奧莉葉父母的虛空。他曾經是一個尋求成爲Re-Birth的人類。在他未完全地變成虛空之後，他不僅保留了自己的一部分形態，而且還可以在日光下生存。
- 芭荻斯塔（Vatista，配音員：東山奈央）

從古代就被創造出來的“自律神經回路”，單位代碼為10076，使命為消滅虛空。
- 賽特（Seth the Assassin，配音員：梶裕貴）

「夜刀」的刺客。 在兒時遇到了以年輕女子千歲為身份的凜音。他從他的指揮官凱亞斯和組織成員收到了一對深藍色魔法匕首 - Eliminator。
- 雙月讓葉（Yuzuriha，配音員：藤村步（初代～exe:Late[cr]、BBTAG），生天目仁美（sys:Celes））

一名女武士，曾經侍奉「夜刀」，開創了雙月刃劍術戰鬥風格的氏族。
- 希爾妲（Hilda the Paradox，配音員：高田初美）

尋求成為Re-Birth的「忘卻的螺旋」的領導者和聯合創始人之一。她融合了黑暗與光明的力量。
- 艾爾特娜姆（Eltnum，配音員：明坂聰美）

從《逝血之戰》而來的客串角色。全名為紫苑‧艾爾特娜姆‧阿塔拉西婭 (Sion Eltnum Atlasia)，但因爲版權問題而只能以中間名來登場。故事設定為艾爾特娜姆被逝血之戰原作者奈須蘑菇派到夜下降生世界來「訓練新人」。對灰都不認識自己感到生氣。

### Under Night In-Birth Exe:Late
- 凱亞斯（Bloody Chaos，配音員：松岡禎丞）

真名為明日真景 (Asuma Kei)。「忘卻的螺旋」的首席戰略家，可以投影並實化來獲得對象。他是賽特的指揮官，也是從未知來源找到匕首Eliminator的人。
- 曉（Akatsuki，配音員：松本忍）

從《葬曉電光戰記》而來的客串角色。因為不明原因來到了夜下降生的世界，本準備繼續執行任務，但因為肚子餓而準備收集情報順帶找吃的，前往了「虛無之夜」。被艾爾特娜姆稱爲前輩。
- 七瀨（Nanase，配音員：飯塚麻結）

一名初中生。因爲被「虛空」襲擊而變成了「偽誕者」。儘管獲救，她仍怪罪於灰都而變成了「偽誕者」。
- 白夜（Byakuya，配音員：田村睦心）

由“姐姐”月讀陪伴的中學生。 事實上，真正的月讀死於事故，白夜失去了理智，變成了類似於「虛空」的「偽誕者」。某一天他遇到了惡魔協會的前成員Strix，他認為Strix是他姐姐的化身，現時成爲了她的替身。

### Under Night In-Birth Exe:Late[st]
- 芙諾（Phonon，配音員：大西沙織）

七瀨最好的朋友，有著中二病的性格。為「偽誕者」學校社團EFG的前成員，她獲得了EXS能力並離開了社團。
- 美香·雷塔（Mika Returna，配音員：洲崎綾）

反虛空組織光輪的成員，也是奧莉葉隊伍中的隊員。
- 蓋恩·恩奇杜（Gaien Enkidu，配音員：武內駿輔）

前武術家，「忘卻的螺旋」成員。他被「虛空」咬了一口，獲得了少量EXS力量，手腕上的一對大鐐銬是個限制器，在有限的時間內釋放出他在未密封狀態下的全部EXS能量。本名為「圓鬼堂 凱庵」。
- 宮代・埃里卡·華格納（Miyashiro Erika Wagner，配音員：石上靜香）

反虛空組織光輪的成員之一。由於她在工作中魯莽且做事有問題，以及在一場涉及因爲戈魯多而導致羅傑死亡的怪異事故後，她成為了奧莉葉的競爭對手。

### Under Night In-Birth Exe:Late[cl-r]
- 隆德雷奇亞（Londrekia，配音員：齊藤壯馬）

「聖盾」的成員。因為瓦倫斯坦叛逃到「夜刀」，「聖盾」變成了反虛空組織「光輪」的男性分支組織。他是華格納的自稱競爭對手。

### Under Night In-Birth II Sys:Celes
- 輝夜（KAGUYA，配音員：尾崎真實）

隸屬於『光輪』，以其能力之強，巡迴全世界的少女。
她下個奉命前往之處，是摯友織江所在的『日本』，輝夜知道那裡也聚集了許多其他執行官，了解到本次任務有多重大，她再次下定決心，為了要守護這個有著她摯友的世界⋯⋯。
- 鶴來（TSURUGI，配音員：石谷春貴）

灰都的同學，隸屬學生自警團『EFG』，是組織裡少數有實力的少年。
EFG本來的理念是『保護學生免於能力者的殘害』，一直盡可能不去干涉『夜晚』的騷動，只有在最後的『夜晚』中，無法坐視不管。
因為有許多學生面臨危險，更重要的是不能讓世界毀滅，他挺身挑戰萬惡的根源『再誕者』。
- 久遠（KUON，配音員：内田雄馬）

據說是最強的『再誕者』，同時也是這個『夜晚』物語的幕後黑手。生存時間長達五百年，手操源源不絕的『夜晚』之力，企圖毀滅這個世界。
很久之前，他與妹妹凜音一同成為看守者，繼承了『封術』這股強大的力量，他卻不知不覺被那股力量吞噬，迷失了自我，現在的他想要的是另一半的力量，也就是妹妹所持有的強大『封術』。
他奪走凜音的力量，擊破『夜晚』的障壁，前往尋找逃往另一端的宿敵，對他來說，世界毀滅就只是應有的犧牲。
- 卯月（配音員：明坂聰美）

追加DLC角之一，於2024年7月25日釋出。
外表相當纖細，其實卻是個十分怪異的少女。
她的目的是以她的奇妙能力，來玩一些有趣的遊戲，就是想看到許多人一臉困擾的樣子。
所以她加入由一群有趣的人所組成的『忘卻之螺旋』，但該組織頭目卻執著成為『再誕者』，對自己來說一點也不有趣。
並想到只要自己去攪和，讓事情變得有趣不就好了因此自行展開小小的造反。
- 歐卡（配音員：田所陽向）

追加DLC角之二，於2025年2月20日釋出
原是新興能力者集團『萬鬼會』之首。他過去曾挑戰過最大勢力『忘卻之螺旋』，差一點就將最強的『眩目黑暗』逼入絕境，卻因為一次差錯，化為『虛無』的人失控了。
為了阻止悲劇發生，他獨自奮戰，和那個虛無同時進入『夜晚』，並墜入『深淵』中，長期下落不明。
那個男人現在回到這世界，為什麼⋯？究竟為了什麼⋯⋯？答案連歐卡自己都不知道。
- 泉（配音員：近藤玲奈）

追加DLC角之三，於2025年8月19日釋出

## 外部鏈接
夜下降生 (初版)
- 官方网站 （日語）

夜下降生Exe:Late
- 官方网站 (日本)
- 官方网站 (歐洲)

夜下降生Exe:Late[st]
- 官方网站 (日本)
- 官方网站 (美國)
- 官方网站 (歐洲)

夜下降生Exe:Late[cl-r]
- 官方网站 (日本)

夜下降生 II Sys:Celes
- 官方网站 (全球)